# Preska nad Kostrevnico
Preska nad Kostrevnico este o localitate din comuna Šmartno pri Litiji, Slovenia, cu o populație de 90 de locuitori.